# István Juhász
Dans le nom hongrois Juhász István, le nom de famille précède le prénom, mais cet article utilise l’ordre habituel en français István Juhász, où le prénom précède le nom.
István Juhász, né le 17 juillet 1945 à Budapest en Hongrie et mort le 16 septembre 2024, est un footballeur international hongrois actif dans les années 1960 et 1970, qui joue au poste de milieu de terrain

## Biographie

### Carrière en sélection
Avec l'équipe de Hongrie, il joue 23 matchs (pour un but inscrit) entre 1969 et 1974. 
Il joue son premier match le 15 juin 1969 face au Danemark et son dernier le 29 mai 1974 contre la Yougoslavie.
Il figure notamment dans le groupe des sélectionnés lors de l'Euro de 1972 et dispute 5 matchs comptant pour les éliminatoires des coupes du monde 1970 et 1974.
Il participe également aux JO de 1968. Il joue 6 matchs et son équipe remporte la médaille d'or.

## Palmarès
| Ferencváros - Championnat de Hongrie (3) : - Champion : 1964, 1967 et 1968. - Vice-champion : 1965, 1966, 1970, 1970-71 et 1972-73. - Coupe de Hongrie (1) : - Vainqueur : 1971-72. - Finaliste : 1965-66. - Coupe des villes de foires (1) : - Vainqueur : 1964-65. - Finaliste : 1967-68. |  | Hongrie - Jeux olympiques (1) : - Or : 1968. |